# Stan Earle
Stanley George James Earle, detto Stan (Londra, 6 settembre 1897 – Colchester, 26 settembre 1971), è stato un calciatore inglese, di ruolo attaccante.

## Carriera

### Club
Ha giocato tutta la carriera in Inghilterra.

### Nazionale
Ha collezionato due presenze con la nazionale inglese tra il 1924 e il 1927.